# Ледовый дворец (Краснодар)
Ледовый дворец — спортивная арена в Краснодаре, домашняя площадка хоккейного клуба «Кубань». Вместимость главной арены — 3 500 мест, Вместимость тренировочной арены — 850 мест
Ледовый дворец открылся в июне 2012 года, он состоит из двух ледовых арен: главной на 3500 посадочных мест и тренировочной на 850 мест. Главная арена являлась домашней площадкой хоккейного клуба «Кубань», на тренировочной арене выступала команда "Беркуты Кубани" из молодежной хоккейной лиги. Обе арены - самого высокого уровня, сейчас на них проводятся игры любительских лиг и молодежных первенств.
Ледовый дворец открыт и для массового катания, и для тренировок любительских команд. Краснодарцы впервые получили возможность встать на коньки на настоящем «олимпийском» льду и обучиться мастерству фигурного катания и спортивным играм на ледовом поле размером 30 на 60 метров.
Помимо спортивных соревнований, ледовый дворец принимает самые крупные ледовые шоу России. Здесь уже проводилось ледовое шоу Ильи Авербуха "Одноклассники" и мюзикл "Огни большого города", гала-концерт ледового шоу «Ледниковый период», "Ледовое шоу чемпионов" с Аделиной Сотниковой, Ксенией Столбовой, Фёдором Климовым и Ириной Слуцкой.
Кроме того, арена ледового дворца способна принимать музыкальные концерты, например, в июне 2014 года здесь выступала группа Placebo.